# Les Double Six
Les Double Six oder The Double Six of Paris war ein französisches Vokalensemble (Sextett) des Jazz, das 1959 von Mimi Perrin gegründet wurde, die auch Leiterin und Arrangeurin war. 
Mimi Perrin sang vorher bei den Blue Stars (mit Christiane Legrand, Blossom Dearie und Christian Chevallier). Die Gründung erfolgte unter dem Eindruck des Erfolgs des Vokal-Trios Lambert, Hendricks & Ross. Der Name kam daher, dass bei Aufnahmen zu den sechs Stimmen der Musiker durch Overdubbing (realisiert von Jean-Michel Pou-Dubois) sechs weitere Stimmen ergänzt wurden, so dass sich im Vocalese-Stil ein ganzes Bigband-Spektrum ergab. Nachdem Mimi Perrin Anfang 1965 erkrankte (sie hatte seit längerem Tuberkulose), hörte die Gruppe im April 1965 auf. Ab August 1965 gründete Mimi Perrin die Gruppe neu. Auch diese Gruppe löste sich im Herbst 1966 auf, nachdem sie kurz von Jef Gilson für die erkrankte Perrin übernommen worden war.  Einige der ehemaligen Mitglieder machten aber mit den Swingle Singers weiter, die Gruppenmitglied Ward Swingle gründete.
Die Gruppe sang im Vocalese-Stil, zum Beispiel nach Kompositionen von Dizzy Gillespie und Quincy Jones. Die poetischen französischen Texte dazu stammten von Mimi Perrin. Die Mitglieder wechselten. Mitglieder waren neben Mimi Perrin mit den Jahren wechselnd Monique Aldebert (Monique Guérin), Louis Aldebert, Ward Swingle, Jean-Louis Conrozier, Christiane Legrand, Claude Germain, Jacques Denjean, Jean-Claude Briodin, Eddy Louiss, Claudine Barge, Robert Smart (Bob Smart), Anne Vassiliu, Hélène Devos, Jef Gilson, Bernard Lubat, Gaëtan Dupenher, Roger Guérin.
Les Double Six waren in den 1960er Jahren sehr erfolgreich und gewannen zwischen 1964 und 1966 die Leser- und Kritiker-Polls von Down Beat in der Rubrik Vokalgruppe (und 1967 nochmals den Kritiker-Poll). Sie tourten in Kanada und den USA, nahmen mit Cal Tjader auf und traten 1964 auf dem Jazzfestival in Antibes auf.
Xavier Prévost beschrieb im Dictionnaire du Jazz insbesondere Mimi Perrins Arrangements und Texte sowie die Bühnenpräsenz der Gruppe als „nie wieder erreichte Meisterleistung“.

## Diskographie
Die Gruppe veröffentlichte insgesamt vier Alben.
- The Double Six of Paris, Capitol Records 1961 (Aufnahmen 1959-1960, Kompositionen und Arrangements von Quincy Jones), Titel:
  - For Lena and Lennie (En flânant dans Paris)
  - Rat Race (La course au rat)
  - Stockholm Sweetnin’ (Un coin merveilleux)
  - Boo’s Bloos (Au temps des Indiens)
  - Doodlin’ (Tout en dodelinant)
  - Meet Benny Bailey (Au bout du fil)
  - Evening in Paris (Il y a fort longtemps)
  - Count’em (T’as foutu l’camp)
- The Double Six of Paris: Swingin’, Singin’, Philips 1962 (Aufnahmen 1960-1962, u. a. Stücke von John Coltrane, Miles Davis, Stan Kenton, Charlie Parker, Gerry Mulligan, Woody Herman), Titel:
  - Tickle Toe. Dedicated to Count Basie.
  - Early Autumn. Dedicated to Woody Herman.
  - Sweets. Dedicated to Shelly Manne.
  - Naima. Dedicated to John Coltrane.
  - Westward Walk. Dedicated to Gerry Mulligan.
  - A Night in Tunesia. Dedicated to J.J. Johnson.
  - Ballad. Dedicated to Gerry Mulligan.
  - Scrapple From the Apple. Dedicated to Charlie Parker & Miles Davis.
  - Boplicity. Dedicated to Miles Davis.
  - Moanin’. Dedicated to Quincy Jones.
  - Fascinating Rhythm. Dedicated to Stan Kenton.
- Dizzy Gillespie and the Double Six of Paris, Philips 1963 (mit Dizzy Gillespie, Bud Powell, Kenny Barron, Kenny Clarke, James Moody, Pierre Michelot u. a., Arrangements teilweise von Lalo Schifrin), auf dieser Aufnahme singen: Mimi Perrin, Ward Swingle, Eddy Louiss, Christiane Legrand, Bob Smart, Jean-Claude Briodin, Claudine Barge. Titel:
  - Emanon
  - Anthropology
  - Tin Tin Deo
  - One Bass Hit
  - Two Bass Hit
  - Groovin’ High
  - Ooh-Shoo-Be-Doo-Bee
  - Hot House
  - Con Alma
  - Blue ’n’ Boogie
  - The Champ
  - Ow!
- The Double Six of Paris sing Ray Charles, Philips 1964, mit dem Jerome Richardson Quartet (dafür wurden sie 1965 für den Grammy nominiert, aber von den Beatles geschlagen). Titel:
  - One Mint Julep
  - Yes, Indeed
  - Georgia on My Mind
  - Lonely Avenue
  - Sherri
  - Let the Good Times Roll By
  - Halleluja, I Love Her So
  - Hit the Road, Jack
  - Ruby
  - From the Heart
  - Stompin’ Room Only
- Les Double Six, RCA Victor 1999 (Reissue)